# Ивановская областная дума
Ивановская областная Дума (с 1994 по 2005 гг. — Законодательное собрание Ивановской области) — постоянно действующий высший и единственный законодательно-представительный однопалатный орган государственной власти Ивановской области.
Депутаты Ивановской областной Думы избираются гражданами Российской Федерации, постоянно проживающими на территории Ивановской области, обладающими в соответствии с федеральным законом активным избирательным правом, на основе всеобщего, равного и прямого избирательного права при тайном голосовании сроком на 5 лет.
Депутатом Ивановской областной Думы может быть избран гражданин Российской Федерации, достигший 21 года и обладающий пассивным избирательным правом.
Число депутатов, работающих на профессиональной постоянной основе, устанавливается законом Ивановской области.

## История

### 1-й созыв
Свою историю региональный парламент Ивановской области начинает с 27 марта 1994 года. Именно в этот день состоялись первые выборы депутатов в законодательный орган власти после объявленной реформы представительных органов власти и органов местного самоуправления.
В Законодательное собрание Ивановской области 1 созыва было избрано 23 человека, председателем стал В. Н. Тихомиров. В феврале 1996 года В. Н. Тихомиров стал главой администрации Ивановской области, а Председателем областного Законодательного Собрания избран В. Г. Никологорский.
Особую значимость в годы становления новых органов государственной власти приобрела работа над Уставом (Основным Законом) Ивановской области, Регламентом Законодательного Собрания. Приняты первые законы, связанные с обеспечением безопасности и конституционных прав граждан.

### 2-й созыв
Выборы в Законодательное собрание 2-го созыва состоялись 1 декабря 1996 года. Было избрано 35 депутатов. Председателем областного парламента стал В. Г. Никологорский. За период с декабря 1996 года по август 2000 года было проведено 52 заседания Законодательного Собрания, в том числе 12 внеочередных. За это время принято 248 областных законов, свыше 1200 постановлений.
Одним из приоритетов в деятельности Законодательного Собрания второго созыва была сфера правового регулирования финансовых отношений. В частности, были приняты такие важные законы как: «О бюджетном процессе в Ивановской области», «О бюджете развития Ивановской области» и другие.
В сфере правового регулирования экономических процессов главным стал поиск путей преодоления экономического кризиса, привлечения инвестиций в реальный сектор экономики, рационального использования бюджетных средств. С этой целью Законодательным Собранием второго созыва были приняты законы: «О государственной поддержке инвестиционной деятельности на территории Ивановской области», «О поддержке инвестиционной деятельности, осуществляемой в форме капитальных вложений на территории Ивановской области», «О поддержке малого предпринимательства» и ряд других.
За четыре года депутаты разработали и приняли целый блок законов, развивающих правовые основы местного самоуправления и регламентирующие взаимоотношения органов государственной власти с муниципальными образованиями, а также обеспечивающих правовое развитие системы местного самоуправления.

### 3-й созыв
Выборы депутатов Законодательного Собрания третьего созыва состоялись в декабре 2000 года. Председателем Законодательного Собрания был избран В. С. Гришин, в феврале 2003 года — П. А. Коньков, в ноябре 2004 года — снова В. С. Гришин. 
Депутаты продолжили целенаправленную и последовательную работу над законодательством в финансовой, экономической и социальной сферах. Сформирован крупный и трудоёмкий блок законов, касающихся выборов, основ деятельности всех органов государственной власти и местного самоуправления.
В сфере экономической политики принят ряд законов для регулирования налоговых правоотношений в сфере малого и среднего предпринимательства, поддержки инвестиционной деятельности.
В социальной сфере законодательно утверждены более 30 законов-программ, направленных на поддержку малообеспеченных семей, детей-инвалидов, детей, оставшихся без попечения родителей, молодёжи, квалифицированных работников социальной сферы, занятых в сельской местности.

### 4-й созыв
Выборы депутатов в областной парламент четвёртого созыва состоялись 4 декабря 2005 года. Было изменено название регионального парламента — Законодательное собрание стало именоваться Ивановской областной думой. Председателем областного законодательного органа был избран А. В. Назаров. В законотворческой деятельности активное участие принимали консультативные органы, созданные при Ивановской областной Думе: экономический совет; совет председателей представительных органов муниципальных образований; молодёжная палата.
Приоритетами законотворческой деятельности депутатов четвёртого созыва Ивановской областной Думы стали законодательное обеспечение решения социальных проблем, реализации национальных проектов, увеличения адресной материальной поддержки отдельных категорий граждан. Более половины из принятых законов носили ярко выраженный социальный характер.
Серьёзное значение придавалось законодательному обеспечению совершенствования регионального здравоохранения, поддержке социально незащищённых категорий населения. Так, помимо общенационального проекта «Здоровье» в Ивановской области была начата реализация шести собственных целевых программ, принятых региональным парламентом.
В период работы депутатского корпуса четвёртого созыва региональный парламент получил новое наименование — Ивановская областная Дума, а также изменил своё месторасположения, разместившись в архитектурном комплексе на улице Батурина областного центра.

### 5-й созыв
Выборы депутатов в областной парламент пятого созыва состоялись 2 марта 2008 года. На первом заседании, состоявшемся 20 марта, председателем областного законодательного органа был избран С. А. Пахомов.
Важной вехой в работе Думы стало принятие в 2009 году нового Устава Ивановской области. Документ определил статус Ивановской области как субъекта Российской Федерации, установил основы областного законодательства и правотворчества по вопросам ведения Ивановской области, систему областных органов государственной власти, а также цели развития Ивановской области, принципы достижения поставленных целей. Устав определил новую современную концепцию развития Ивановской области, взаимоотношения гражданина, населения и области. 
Помимо Устава, знаковым стало принятие среднесрочной региональной Стратегии социально-экономического развития Ивановской области до 2020 года.
Ивановская областная Дума пятого созыва приняла целый ряд законов в сфере социальной политики, направленных на защиту интересов семьи, материнства и детства, улучшение демографической ситуации в регионе. 
На протяжении всех пяти лет депутаты работали над блоком законов, направленных на развитие государственной поддержки реального сектора экономики, в частности, устанавливая льготные налоговые ставки для предприятий малого и среднего бизнеса. Законом «О внесении изменений в Закон Ивановской области «О налоговых ставках при упрощённой системе налогообложения» установлен льготный налоговый режим для организаций и индивидуальных предпринимателей, применяющих упрощённую систему налогообложения. Кроме того, принят закон «О государственно-частном партнёрстве в Ивановской области», направленный на создание правового поля для установления партнёрства между государственным и частным секторами, нацеленного на увеличение частных инвестиций в приоритетные сферы и отрасли экономики.
Большая работа проведена в сфере местного самоуправления Ряд законов принят с целью повышения  роли местного самоуправления в решении вопросов организации и нормативного обеспечения различных сфер жизни муниципальных районов, городских округов и поселений, повышения эффективности деятельности их представительных и исполнительных органов. Принят системообразующий закон «Об административно-территориальном устройстве Ивановской области», которым устанавливаются принципы административно-территориального деления Ивановской области, виды административно-территориальных единиц, их статус, состав, порядок образования, преобразования, упразднения, деления и объединения.

### 6-й созыв
Выборы депутатов в областной парламент шестого созыва состоялись 8 сентября 2013 года. На первом заседании, состоявшемся 14 сентября 2013 года, председателем областного законодательного органа был избран Смирнов Виктор Владимирович. 
В Ивановской областной Думе шестого созыва были сформированы три фракции и одна постоянная депутатская группа. Фракцию Всероссийской политической партии «Единая Россия» возглавил Анатолий Буров; фракцию политической партии «Коммунистическая партия Российской Федерации» – Владимир Клёнов (затем Дмитрий Саломатин); фракцию политической партии ЛДПР – Владимир Нетесов (впоследствии представителем партии в региональном парламенте стал Дмитрий Шелякин).
В Думе было создано шесть комитетов. Комитет по бюджету большую часть срока полномочий возглавляла Ирина Сидорина. Комитетом по экономическому развитию руководил Роман Ефремов. Комитет по социальной политике возглавляли Светлана Романчук, а затем Анатолий Буров. Комитет по жилищной политике и жилищно-коммунальному хозяйству в разное время возглавляли Александр Шаботинский и Александр Фомин; комитет по государственному строительству и законности – Борис Чудецкий. Деятельность комитета по местному самоуправлению и взаимодействию с институтами гражданского общества курировали Илья Берёзкин, Сергей Мазалов, Дмитрий Дмитриев.
В Ивановской областной Думы шестого созыва важная роль отводилась комиссиям и рабочим группам. По мнению депутатов, деятельность этих совещательных органов содействовала достижению высокой эффективности законотворческого процесса. 

### 7-й созыв
Выборы депутатов в областной парламент седьмого созыва состоялись 9 сентября 2018 года. На первом заседании, состоявшемся 21 сентября 2018 года, председателем областного законодательного органа была избрана Дмитриева Марина Авенировна.
В Ивановской областной Думе седьмого созыва были сформированы четыре фракции. Фракцию Всероссийской политической партии «Единая Россия» возглавил Анатолий Буров; фракцию политической партии «Коммунистическая партия Российской Федерации» – Александр Бойков; фракцию политической партии ЛДПР – Дмитрий Шелякин; фракцию политической партии «Справедливая Россия - Патриоты - За правду» – Павел Попов.
27 сентября 2018 года дума наделила полномочиями члена Совета Федерации экс-председателя областной думы Виктора Смирнова.
В 2019 году исполнилось 25 лет с начала работы регионального парламента. Торжества, посвящённые данному событию, состоялись 23 мая в здании областной филармонии. Поздравить ивановских парламентариев с этим знаменательным событием прибыли председатель Государственного Совета Чувашской Республики Альбина Егорова, председатель Ярославской областной Думы Алексей Константинов и многие другие.
13 октября 2021 года депутатом облдумы становится Александр Гусаковский, вместо избранного в Государственную думу Михаила Кизеева, а уже 15 октября Гусаковский наделён полномочиями сенатора Российской Федерации вместо Виктора Смирнова, который также был избран депутатом Госдумы. Освободившийся мандат депутата облдумы достался Ивану Петрову.

## Полномочия

### Орган законодательной власти субъекта РФ
- принимает Устав Ивановской области и поправки к нему;
- осуществляет законодательное регулирование по предметам ведения Ивановской области;
- ежегодно заслушивает отчёты губернатора  Ивановской области о результатах деятельности Правительства Ивановской области;
- осуществляет иные полномочия, установленные Конституцией Российской Федерации, федеральными законами, настоящим Уставом и законами Ивановской области.

### Законом Ивановской области
- утверждаются областной бюджет и отчёт о его исполнении, представленные губернатором Ивановской области;
- утверждается стратегия социально-экономического развития Ивановской области, представленная губернатором Ивановской области;
- устанавливаются налоги и сборы, установление которых отнесено федеральным законом к ведению субъектов Российской Федерации, а также порядок их взимания;
- утверждаются бюджеты территориальных государственных внебюджетных фондов Ивановской области и отчёты об их исполнении;
- устанавливается порядок управления и распоряжения собственностью Ивановской области, в том числе долями (паями, акциями) Ивановской области в капиталах хозяйственных обществ, товариществ и предприятий иных организационно-правовых форм;
- утверждаются заключение и расторжение договоров Ивановской области;
- устанавливаются административно-территориальное устройство Ивановской области и порядок его изменения;
- определяются гарантии реализации гражданами Российской Федерации конституционного права на участие в выборах и референдумах, проводимых на территории Ивановской области в соответствии с Конституцией Российской Федерации, федеральными законами, настоящим Уставом;
- регулируются иные вопросы, относящиеся в соответствии с Конституцией Российской Федерации, федеральными законами, настоящим Уставом и законами Ивановской области к полномочиям Ивановской области.

### Постановлением Ивановской областной Думы
- оформляется принятие или отклонение проекта закона;
- решаются вопросы внутреннего распорядка её деятельности;
- оформляется решение о наделении гражданина Российской Федерации по представлению Президента Российской Федерации полномочиями губернатора Ивановской области;
- оформляется решение о досрочном прекращении полномочий губернатора Ивановской области по представлению Президента Российской Федерации в случаях, установленных федеральным законом;
- назначается дата выборов в Ивановскую областную Думу;
- назначается референдум Ивановской области;
- оформляется решение о недоверии губернатору Ивановской области в случаях, установленных федеральным законом, а также о доверии губернатору Ивановской области в случае, если данный вопрос поставлен перед Ивановской областной Думой губернатором Ивановской области, комитетом или фракцией Ивановской областной Думы;
- утверждается соглашение с субъектами Российской Федерации об изменении границ Ивановской области;
- одобряется проект договора о разграничении полномочий;
- оформляется обращение к губернатору Ивановской области и (или) к Правительству Ивановской области с предложением о внесении изменений в изданные им акты либо об их отмене;
- оформляется отзыв на проекты федеральных законов по предметам совместного ведения после их внесения в Государственную Думу Федерального Собрания Российской Федерации;
- оформляются иные решения по вопросам, отнесённым Конституцией Российской Федерации, федеральными законами, настоящим Уставом и законами Ивановской области к ведению Ивановской областной Думы.

## Созывы
| №       | Выборы                          | Количество депутатов и избирательная система | Срок полномочий                                           | Партийный состав                                                                                        | Председатель |
| ------- | ------------------------------- | -------------------------------------------- | --------------------------------------------------------- | --- | --- |
| 1 созыв | 27 марта 1994                   | 23 мажоритарная                              | 4 года (март 1994 — 1996)                                 | партию указали лишь 4 депутата: «Выбор России» (2), КПРФ (1), Аграрная партия (1)                       | В. Н. Тихомиров (март 1994—февраль 1996) В. Г. Никологорский (февраль—декабрь 1996)                                             |
| 2 созыв | 1 декабря 1996                  | 35 мажоритарная                              | 4 года (декабрь 1996 — 2000)                              | - | В. Г. Никологорский (декабрь 1996 — август 2000)                                                                                |
| 3 созыв | 3 декабря 2000                  | 35 мажоритарная                              | 5 лет (декабрь 2000 — декабрь 2005)                       | партию указали лишь 5 депутатов: КПРФ (3), ЛДПР (1), "Ивановское областное общество прав человека" (1)  | В. С. Гришин (декабрь 2000 — февраль 2003) П. А. Коньков (февраль 2003 — ноябрь 2004) В. С. Гришин (ноябрь 2004 — декабря 2005) |
| 4 созыв | 4 декабря 2005                  | 48 смешанная (24 проп. + 24 маж.)            | 5 лет (декабрь 2005 — декабрь 2007, самороспуск досрочно) | 6 фракций (2005-2006): ЕР, ЛДПР, Родина, КПРФ, РПП, СПС; 5 фракций (2006-2007): ЕР, ЛДПР, СР, КПРФ, СПС | А. В. Назаров |
| 5 созыв | 2 марта 2008 (досрочные выборы) | 48 смешанная (24 проп. + 24 маж.)            | 5 лет (март 2008 — сентябрь 2013)                         | 4 фракции: ЕР, КПРФ, СР, ЛДПР                                                                           | С. А. Пахомов |
| 6 созыв | 8 сентября 2013                 | 26 смешанная (13 проп. + 13 маж.)            | 5 лет (сентябрь 2013 — сентябрь 2018)                     | 3 фракции: ЕР (22), КПРФ (2), ЛДПР (1)                                                                  | В. В. Смирнов |
| 7 созыв | 9 сентября 2018                 | 26 смешанная (13 проп. + 13 маж.)            | 5 лет (сентябрь 2018 — сентябрь 2023)                     | 4 фракции: ЕР(15), КПРФ(7), СР(2), ЛДПР(2)                                                              | М.А. Дмитриева |

## Действующий созыв
Выборы депутатов Ивановской областной думы седьмого созыва состоялись 9 сентября 2018 год в единый день голосования. Таким образом, Дума седьмого созыва представлена четырьмя политическими партиями:
- «Единая Россия» — 34.14%;
- «КПРФ» — 26.92%;
- «ЛДПР» — 16.33%;
- «Справедливая Россия» — 8.22%.

Остальные партии не преодолели минимальный порог («Российская партия пенсионеров за социальную справедливость» — 4.45%, «Коммунисты России» — 3.40%, «КПСС» — 1.97%, «Родина» — 0.92%).
Численность Ивановской областной Думы составляет 26 депутатов, 50% из них (то есть по 13 депутатов) избраны по общеобластным спискам кандидатов и 50% - по одномандатным избирательным округам.

## Комитеты действующего созыва
Предварительная работа над законопроектами ведётся в пяти комитетах Ивановской областной Думы:
- по жилищной политике и жилищно-коммунальному хозяйству (председатель - Фомин Александр Германович)[9]
- по бюджету (председатель - Дмитриев Дмитрий Олегович)[10]
- экономике, промышленности и сельскому хозяйству (председатель - Баранов Сергей Аркадьевич)[11]
- по государственному строительству, законности и местному самоуправлению (председатель - Светушков Игорь Валерьевич)[12]
- по социальной политике.